# Premier League de Malta 2015-16
La Premier League de Malta 2015/16 ( Il-Kampjonat  en Maltés). es la 101.ª. temporada de la Premier League de Malta. La temporada comenzó el 21 de agosto de 2015 y terminó el 30 de abril de 2015. Valletta Football Club se consagró campeón consiguiendo su 23.er título de Liga.

## Sistema de competición
Los doce equipos participantes jugaron entre sí todos contra todos tres veces totalizando 33 partidos cada uno. Al final de la temporada el primer clasificado obtuvo un cupo para la primera ronda de la Liga de Campeones 2016-17. El segundo y tercer clasificado obtuvieron un cupo a la primera ronda de la  Liga Europa 2016-17. El último y penúltimo clasificado descendieron a la Primera División 2016-17, mientras que el decimoprimer clasificado jugó el Play-off de relegación contra el tercer clasificado de la Primera División 2015-16 que determinó quien de los dos jugará en la Premier League la próxima temporada.
Un tercer cupo para la Liga Europa 2016-17 fue asignado al campeón de la Copa Maltesa.

## Ascensos y descensos
| Pos. | de Premier League de Malta 2014/15 |
| ---- | ---------------------------------- |
| 11.º | Pietà Hotspurs                     |
| 12.º | Zebbug Rangers                     |

| Pos. | de Primera División de Malta 2014-15 |
| ---- | ------------------------------------ |
| 1.º  | Pembroke Athleta                     |
| 2.º  | St. Andrews                          |

## Equipos participantes

### Clubes
| Equipo           | Ciudad     | Estadio                   | Capacidad |
| ---------------- | ---------- | ------------------------- | --------- |
| Balzan           | Ta' Qali   | Estadio Nacional Ta' Qali | 17.000    |
| Birkirkara       | Birkirkara | Infetti Ground            | 2.500     |
| Floriana         | Floriana   | Independence Arena        | 3.000     |
| Hibernians       | Paola      | Hibernians Ground         | 1.500     |
| Mosta            | Mosta      | Estadio Charles Abela     | 600       |
| Naxxar Lions     | Ta'Qali    | MFA Centenary Stadium     | 2.000     |
| Pembroke Athleta | Pembroke   | Pembroke Grounds          | 2.000     |
| Qormi            | Qormi      | Estadio Nacional Ta' Qali | 17.000    |
| Sliema Wanderers | Sliema     | Estadio Nacional Ta' Qali | 17.000    |
| St. Andrews      | Pembroke   | Luxol Sports Ground       | 800       |
| Tarxien Rainbows | Tarxien    | Estadio Nacional Ta' Qali | 17.000    |
| Valleta          | La Valeta  | Estadio Nacional Ta' Qali | 17.000    |

## Primera etapa

### Tabla de posiciones
| Pos. | Equipo           | Pts. | PJ | G  | E | P  | GF | GC | Dif. |
| ---- | ---------------- | ---- | -- | -- | - | -- | -- | -- | ---- |
| 1    | Valletta         | 53   | 22 | 17 | 2 | 3  | 49 | 21 | +28  |
| 2    | Hibernians       | 50   | 22 | 15 | 5 | 2  | 53 | 25 | +28  |
| 3    | Balzan           | 45   | 22 | 14 | 3 | 5  | 42 | 21 | +21  |
| 4    | Birkirkara       | 42   | 22 | 12 | 6 | 4  | 41 | 20 | +21  |
| 5    | Floriana         | 42   | 23 | 13 | 3 | 7  | 36 | 25 | +11  |
| 6    | Tarxien Rainbows | 37   | 22 | 10 | 7 | 5  | 37 | 17 | +20  |
| 7    | Mosta            | 30   | 22 | 8  | 6 | 8  | 29 | 33 | −4   |
| 8    | Pembroke Athleta | 25   | 22 | 7  | 4 | 11 | 33 | 39 | −6   |
| 9    | Sliema Wanderers | 24   | 22 | 7  | 3 | 12 | 31 | 36 | −5   |
| 10   | Naxxar Lions     | 14   | 22 | 4  | 2 | 16 | 22 | 54 | −32  |
| 11   | Qormi            | 9    | 22 | 2  | 3 | 17 | 19 | 49 | −30  |
| 12   | St. Andrews      | 5    | 22 | 1  | 2 | 19 | 14 | 66 | −52  |

Actualizado a los partidos jugados el 14 de febrero de 2016.
 Fuente: Soccerway

### Tabla de resultados cruzados
| Local \ Visitante | BAL | BIR | FLO | HIB | MOS | NXX | PEM | QOR | SLI | STA | TAR | VAL |
| ----------------- | --- | --- | --- | --- | --- | --- | --- | --- | --- | --- | --- | --- |
| Balzan            | —   | 1–0 | 1–0 | 1–1 | 4–1 | 4–2 | 5–1 | 1–0 | 1–0 | 5–1 | 0–0 | 1–2 |
| Birkirkara        | 4–1 | —   | 0–0 | 0–2 | 1–1 | 4–0 | 3–0 | 1–0 | 2–0 | 4–0 | 1–0 | 1–2 |
| Floriana          | 2–0 | 0–0 | —   | 2–4 | 1–2 | 2–1 | 4–2 | 3–0 | 3–0 | 3–2 | 0–3 | 1–2 |
| Hibernians        | 3–2 | 1–1 | 2–1 | —   | 1–4 | 4–1 | 2–1 | 4–2 | 2–1 | 3–0 | 2–0 | 1–0 |
| Mosta             | 1–3 | 0–3 | 0–1 | 0–4 | —   | 0–2 | 3–3 | 1–0 | 1–2 | 3–1 | 0–0 | 2–2 |
| Naxxar Lions      | 0–2 | 2–2 | 0–1 | 0–7 | 0–1 | —   | 1–5 | 1–1 | 1–2 | 0–1 | 0–5 | 1–2 |
| Pembroke Athleta  | 0–0 | 1–4 | 1–2 | 1–1 | 0–2 | 2–0 | —   | 0–0 | 0–2 | 4–3 | 1–2 | 2–3 |
| Qormi             | 0–5 | 1–2 | 0–1 | 1–2 | 1–3 | 0–5 | 1–2 | —   | 3–6 | 3–0 | 1–4 | 0–2 |
| Sliema Wanderers  | 0–2 | 1–3 | 1–2 | 2–2 | 1–1 | 1–2 | 1–0 | 0–0 | —   | 6–1 | 0–2 | 2–4 |
| St. Andrews       | 0–2 | 1–3 | 0–5 | 2–2 | 0–3 | 1–2 | 0–4 | 0–4 | 0–1 | —   | 1–1 | 0–3 |
| Tarxien Rainbows  | 3–0 | 2–2 | 1–1 | 0–1 | 0–0 | 4–0 | 0–1 | 4–0 | 3–2 | 1–0 | —   | 1–3 |
| Valletta          | 0–1 | 4–0 | 3–1 | 3–2 | 3–0 | 3–1 | 0–2 | 2–1 | 0–0 | 4–0 | 1–1 | —   |

## Segunda etapa
Para esta etapa, se dividirán los puntos de la primera fase entre dos. luego se jugaran once partidos más todos contra todos.

### Tabla de posiciones
| Pos. | Equipo           | Pts. | PJ | G  | E | P  | GF | GC | Dif. | Clasificación 2016–17                         |
| ---- | ---------------- | ---- | -- | -- | - | -- | -- | -- | ---- | --------------------------------------------- |
| 1    | Valletta (C)     | 53   | 33 | 25 | 4 | 4  | 69 | 27 | +42  | Primera ronda de la Liga de Campeones         |
| 2    | Hibernians       | 49   | 33 | 22 | 8 | 3  | 85 | 33 | +52  | Primera ronda de la Liga Europa               |
| 3    | Birkirkara       | 47   | 33 | 20 | 8 | 5  | 64 | 29 | +35  | Primera ronda de la Liga Europa               |
| 4    | Balzan           | 44   | 33 | 20 | 6 | 7  | 69 | 27 | +42  | Primera ronda de la Liga Europa               |
| 5    | Floriana         | 39   | 33 | 18 | 4 | 11 | 60 | 42 | +18  |                                               |
| 6    | Tarxien Rainbows | 35   | 33 | 15 | 8 | 10 | 59 | 31 | +28  |                                               |
| 7    | Sliema Wanderers | 30   | 33 | 12 | 6 | 15 | 49 | 51 | −2   |                                               |
| 8    | Pembroke Athleta | 24   | 33 | 10 | 6 | 17 | 48 | 61 | −13  |                                               |
| 9    | Mosta            | 22   | 33 | 10 | 7 | 16 | 42 | 60 | −18  |                                               |
| 10   | St. Andrews (O)  | 13   | 33 | 4  | 3 | 26 | 32 | 90 | −58  | Promoción por la permanencia                  |
| 11   | Naxxar Lions     | 12   | 33 | 5  | 4 | 24 | 29 | 95 | −66  | Desciende a Primera División de Malta 2016-17 |
| 12   | Qormi            | 9    | 33 | 3  | 4 | 26 | 26 | 80 | −54  | Desciende a Primera División de Malta 2016-17 |

Actualizado a los partidos jugados el 30 de abril de 2016.
 Fuente: Soccerway
Notas:
1. ↑  Sliema Wanderers se habría clasificado a la Primera ronda de la Liga Europa 2016-17 tras ser campeón de la Copa de Malta, pero no pudo conseguir la licencia de clubes de la UEFA.

### Tabla de resultados cruzados
| Local \ Visitante | BAL | BIR | FLO | HIB | MOS | NXX | PEM | QOR | SLI | STA | TAR | VAL |
| ----------------- | --- | --- | --- | --- | --- | --- | --- | --- | --- | --- | --- | --- |
| Balzan            | —   | 1–1 | —   | —   | —   | 8–0 | 2–1 | —   | —   | 1–0 | 2–2 | 1–2 |
| Birkirkara        | —   | —   | 0–1 | 2–1 | 6–3 | —   | —   | 2–0 | 2–1 | —   | —   | —   |
| Floriana          | 0–2 | —   | —   | —   | —   | 4–0 | 2–3 | —   | —   | 3–1 | 2–3 | 2–0 |
| Hibernians        | 3–1 | —   | 3–1 | —   | 3–0 | —   | —   | 6–0 | 1–1 | —   | —   | —   |
| Mosta             | 0–3 | —   | 2–4 | —   | —   | —   | 3–5 | —   | —   | 1–1 | —   | 1–2 |
| Naxxar Lions      | —   | 0–4 | —   | 0–8 | 2–1 | —   | 1–1 | —   | —   | —   | 0–3 | —   |
| Pembroke Athleta  | —   | 0–1 | —   | 1–1 | —   | —   | —   | 3–1 | 0–2 | —   | 0–4 | —   |
| Qormi             | 0–3 | —   | 1–3 | —   | 0–1 | —   | —   | —   | 1–0 | 2–4 | —   | 0–2 |
| Sliema Wanderers  | 3–3 | —   | 2–2 | —   | 1–0 | 4–2 | —   | —   | —   | 3–1 | —   | 0–3 |
| St. Andrews       | —   | 1–3 | —   | 1–4 | —   | 3–1 | 3–1 | —   | —   | —   | 2–4 | —   |
| Tarxien Rainbows  | —   | 1–2 | —   | 0–1 | 0–1 | —   | —   | 6–1 | 0–1 | —   | —   | —   |
| Valletta          | —   | 0–0 | —   | 1–1 | —   | 4–0 | 2–0 | —   | —   | 2–1 | 2–0 | —   |

## Play-Off de Relegación
Fue disputado entre el 10 Clasificado de la Tabla Acumulada y el tercero de la Primera División de Malta 2015-16. 
| 6 de mayo de 2016, 19:30 | St. Andrews                 | 2:1 (0:1) | Senglea Athletic | Hibernians Ground, Paola    |                             |
|                          | - Enmy Peña 52' - Nwoko 86' |           | - 20' Dalli      | Árbitro(s): Malcolm Spiteri | Árbitro(s): Malcolm Spiteri |

| St. Andrews                        |
| Se mantiene en la Primera división |

## Goleadores
Detalle de los máximos goleadores de la Premier League de Malta de acuerdo con los datos oficiales de la Asociación de Fútbol de Malta.
- Datos oficiales según la Página web oficial y UEFA.com[3]

| Pos. | Jugador                 | Club       | Goles |
| ---- | ----------------------- | ---------- | ----- |
| 1    | Lydon Micallef          | Balzan     | 17    |
| 2    | Alfred Effiong          | Balzan     | 16    |
| 3    | Mario Fontanella        | Floriana   | 15    |
| 4    | Gilmar Da Silva Ribeiro | Hibernians | 14    |
| 4    | Matias Falcone          | Valletta   | 14    |